# Томпсин
То́мпсин (болг. Томпсън) — село в Софійській області Болгарії. Входить до складу общини Своге.

## Населення
За даними перепису населення 2011 року у селі проживали 944 особи, з них 908 осіб (99,7%) — болгари.
Розподіл населення за віком у 2011 році:
Динаміка населення: